# Jan Kotěra

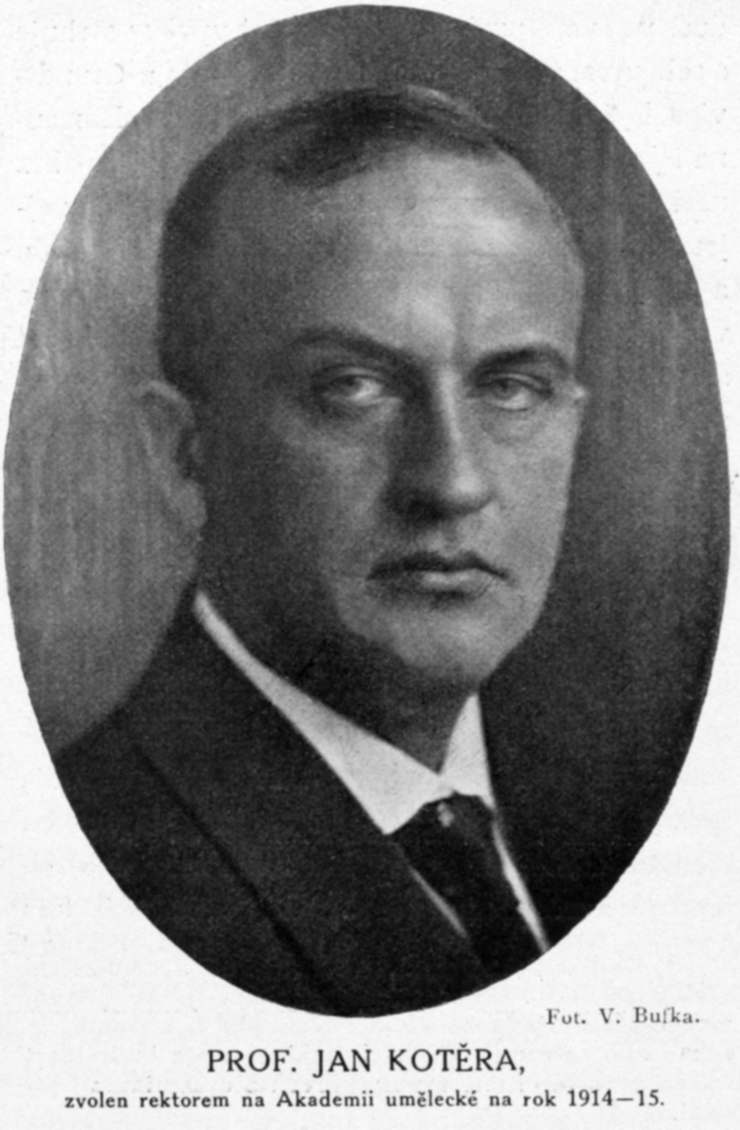
Jan Kotěra (1914)

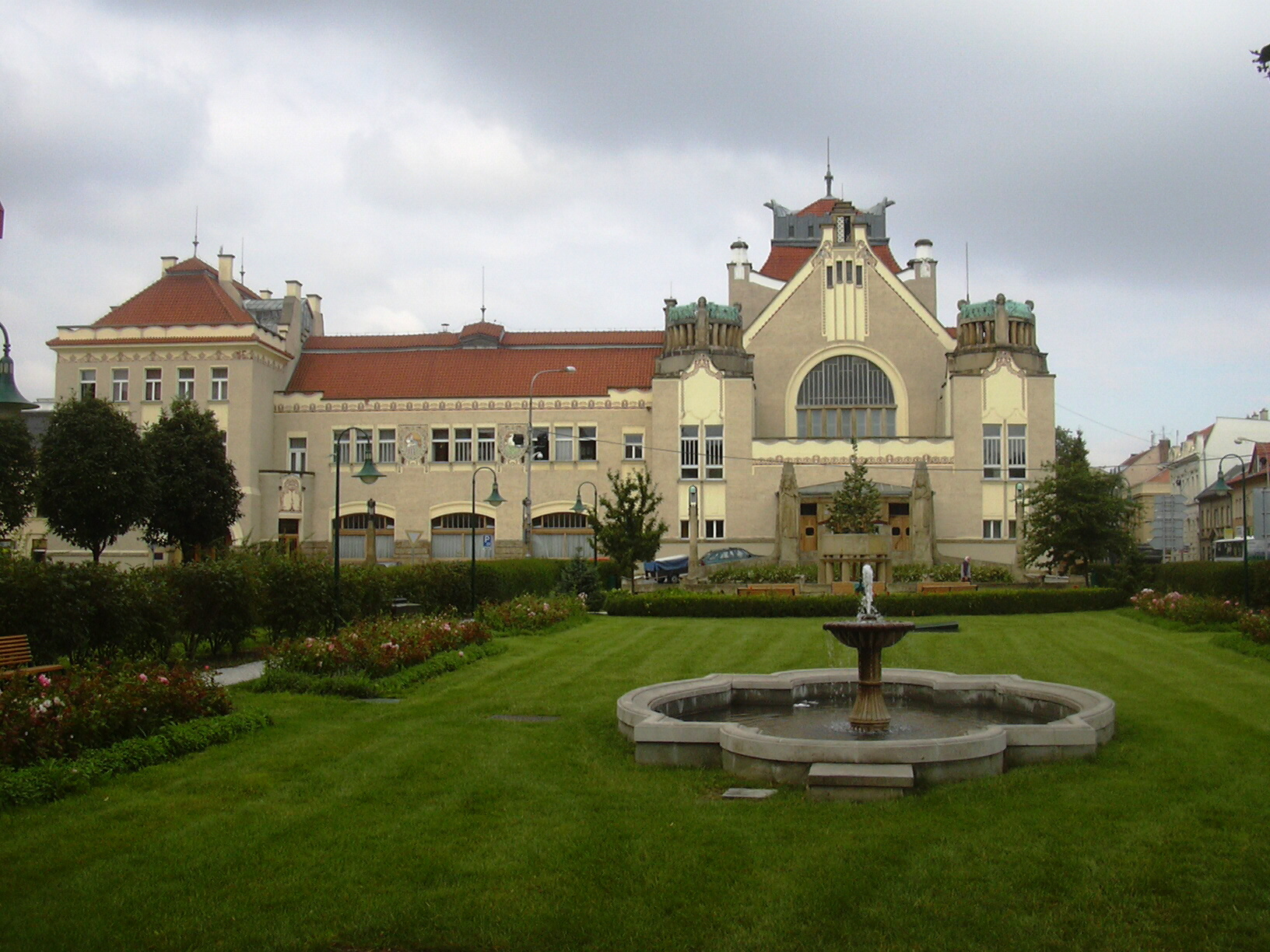
Národní dům, Prostějov

Jan Kotěra, född 18 december 1871 i Brno, Mähren, Österrike-Ungern, död 17 april 1923 i Prag, Tjeckoslovakien, var en tjeckisk arkitekt, designer och grafiker.
Kotěra var ansedd som en av Tjeckiens främsta arkitekter från 1900-talets början.
Kotěra studerade för bland andra Otto Wagner vid Akademie der bildenden Künste, Wiens konstakademi. Kotěra var professor vid Prags konstakademi.

## Byggnadsverk i urval
- Peterkův dům på Václavském náměstí i Prag (1899-1900)
- Národní dům i Prostějov (1905-07)
- Laichterův dům i Prag (1908/09)
- Museum m m i Hradec Králové (1906-13)
- Urbánek-Haus/Mozarteum i Prag (1911-13)

## Litteratur

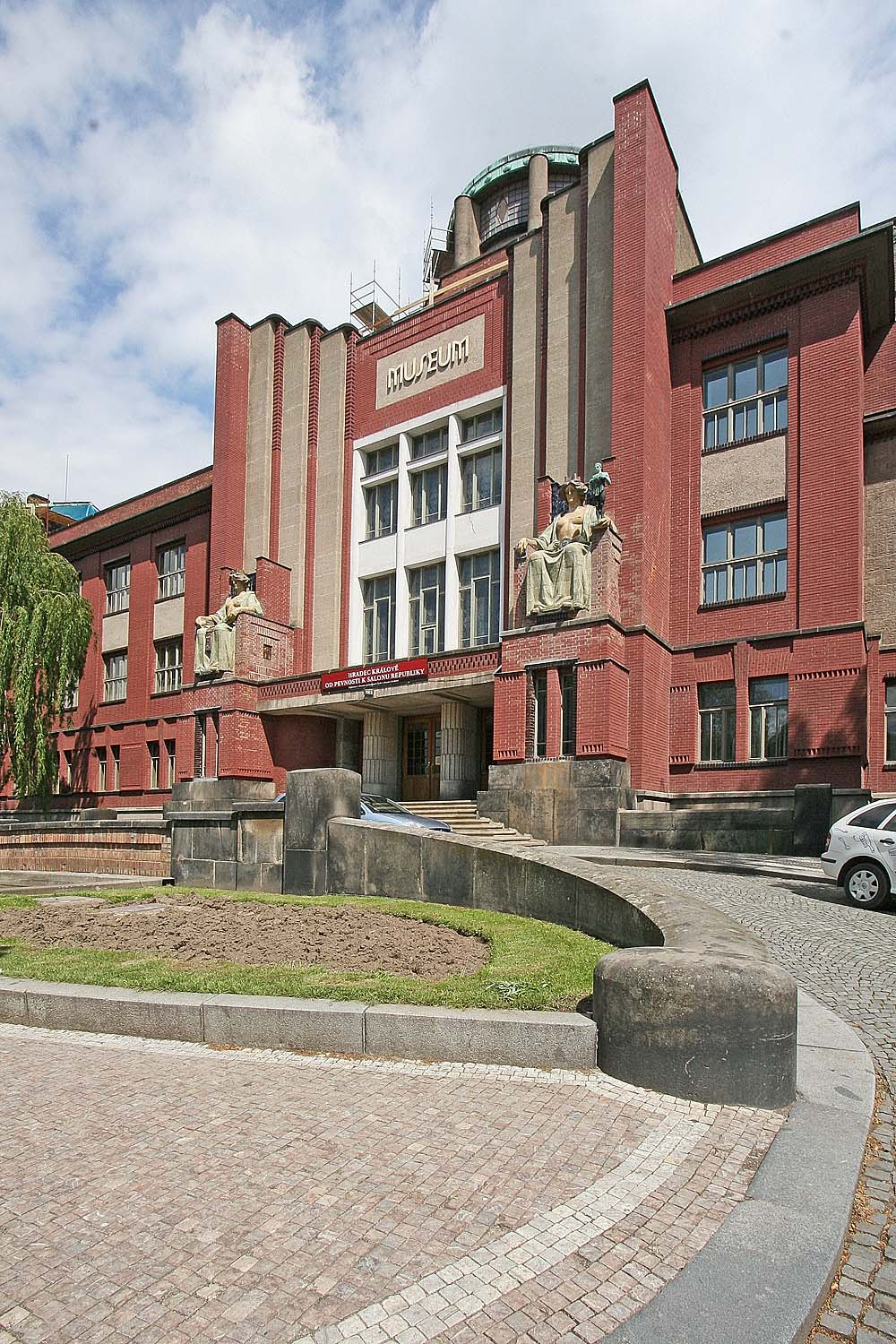
Museum i Hradec Králové